# Bitwa o Zabrze
Bitwa o Zabrze – starcie zbrojne mające miejsce od 26 stycznia do 27 stycznia 1945 roku między oddziałami Armii Czerwonej a wojskami niemieckimi, skutkujące zdobyciem Zabrza i zakończeniem w mieście władzy reżimu III Rzeszy.

## Przebieg działań bojowych
W rejon Zabrza wojska radzieckie dotarły 24 stycznia 1945 roku prowadząc działania bojowe w ramach ofensywy styczniowej. Pierwsi żołnierze którzy dotarli do Zabrza należeli do 282 Dywizji Strzeleckiej dowodzonej przez płk. Mikołaja Łysenkę, kolejnymi byli pancerniacy z 31 Korpusu Pancernego. Reżim III Rzeszy dobrze przygotował miasto do obrony wykorzystując garnizon składający się z oddziałów: Wehrmachtu, Volkssturmu i policji .
Do pierwszych walk doszło oczywiście już 24 stycznia i trwały one nawet w nocy 25 i 26 stycznia, jednak główne uderzenie na miasto nastąpiło 26 stycznia 1945 roku. W wyniku ataku prowadzonego od strony Gliwic do miasta jako pierwsza wdarła się brygada pancerna w sile 30 czołgów. W związku z rozległym obszarem Zabrza powstało kilka oddzielnych ognisk niemieckiego oporu które ostatecznie rozbito w godzinach wieczornych 27 stycznia 1945 roku.
W wyniku wymiany ognia między Armią Czerwoną a wojskami niemieckimi zniszczeniu uległo 193 domy w mieście. 

## Upamiętnienie
W okresie Polski Ludowej przy ul. Dubiela w Zabrzu wzniesiono pomnik poświęcony żołnierzom Armii Radzieckiej poległym w walkach o zdobycie miasta.